# The Harvest (film 1911)
The Harvest è un cortometraggio muto del 1911. Il nome del regista non viene riportato nei credit del film che, prodotto dalla Reliance Film Company, aveva come interpreti Marion Leonard, Walter Miller, Gertrude Robinson.

## Trama
Aubrey, un pittore, vorrebbe intrattenere una relazione con la signora Jackson, moglie di un suo amico, e le scrive una lettera dove la invita nel suo studio. Mentre lei sta leggendo il biglietto, viene distratta da un domestico. Cercando di nascondere frettolosamente la missiva in un libro, non si accorge che questa è caduta a terra e che viene raccolta dal domestico. Jackson trova la busta e si fa dare la lettera. Furioso, si arma con un revolver, salta sulla sua automobile e si dirige allo studio. Nel frattempo, la signora Aubrey chiama la signora Jackson per invitarla a teatro. Al telefono risponde il domestico che le racconta tutta la storia. La moglie del pittore decide di salvare l'amica debole che ha ceduto al fascino di suo marito. Si reca di tutta fretta allo studio dove spiega la situazione ai due colpevoli. La signora Aubrey affronta Jackson, dicendogli con un sorriso che la lettera era sua. I Jackson se ne vanno e la moglie penitente chiede perdono al marito, ottenendolo. La stessa fortuna non arride al pittore che viene respinto e abbandonato con disprezzo dalla moglie.

## Produzione
Il film venne prodotto dalla Reliance Film Company.

## Distribuzione
Distribuito dalla Motion Picture Distributors and Sales Company, il film - un cortometraggio di una bobina - uscì nelle sale cinematografiche degli Stati Uniti il 17 maggio 1911.